# Olympique Lyonnais 1970-1971
Questa voce raccoglie le informazioni riguardanti l'Olympique Lyonnais nelle competizioni ufficiali della stagione 1970-1971.

## Maglie
Lo sponsor tecnico per la stagione 1970-1971 è Le Coq Sportif. Il fornitore tecnico ripristina la banda orizzontale blu e rossa dismessa nella stagione 1968-1969.
| Manica sinistra · Maglietta · Maglietta · Manica destra · Pantaloncini · Calzettoni |

## Rosa
| N. |                    | Ruolo | Calciatore            |
| -- | ------------------ | ----- | --------------------- |
|    | Francia (bandiera) | P     | Yves Chauveau         |
|    | Francia (bandiera) | D     | Gilbert Conrath       |
|    | Francia (bandiera) | D     | Jean Baeza            |
|    | Francia (bandiera) | D     | Robert Cacchioni      |
|    | Francia (bandiera) | D     | Albert Domenech       |
|    | Francia (bandiera) | D     | Raymond Domenech      |
|    | Francia (bandiera) | D     | Bernard Lhomme        |
|    | Francia (bandiera) | D     | Gilbert Ravanello     |
|    | Francia (bandiera) | D     | Robert Valette        |
|    | Francia (bandiera) | C     | Jean-Claude Yacoubain |
|    | Francia (bandiera) | C     | Serge Chiesa          |

| N. |                       | Ruolo | Calciatore          |
| -- | --------------------- | ----- | ------------------- |
|    | Francia (bandiera)    | C     | Guy Clopin          |
|    | Portogallo (bandiera) | C     | Mário Coluna        |
|    | Jugoslavia (bandiera) | C     | Ljubomir Mihajlović |
|    | Francia (bandiera)    | C     | Georges Prost       |
|    | Francia (bandiera)    | C     | Daniel Ravier       |
|    | Francia (bandiera)    | C     | Alain Thiry         |
|    | Francia (bandiera)    | A     | Fleury Di Nallo     |
|    | Francia (bandiera)    | A     | François Félix      |
|    | Francia (bandiera)    | A     | Bernard Lacombe     |
|    | Francia (bandiera)    | A     | André Perrin        |

## Risultati

### Coupe de France
| Arbitro: | Vigliani |

|                |           |  |
| Guy 63’ (rig.) | Marcatori |  |